# Orfeo (Rossi)
Orfeo è un'opera lirica in un prologo e tre atti di Luigi Rossi su libretto di Francesco Buti rappresentata in prima assoluta il 2 marzo 1647 nel palazzo del defunto Cardinale di Richelieu (Palais Cardinal), divenuto da poco Palais-Royal, a Parigi.

## Vicende e caratteristiche dell'opera
Fu il cardinale Mazarino a chiamare Luigi Rossi a Parigi, affidandogli il libretto di Buti, nel quale il mito di Orfeo era stato liberamente adattato al fine di inserirvi alcune simbologie volte a glorificare il potere sovrano del re di Francia, paragonando in particolare la lira d'Orfeo al giglio di Francia. Lo spettacolo durò sei ore, inframmezzato da azione coreografiche, secondo il gusto del teatro musicale francese alle cui convenzioni l'opera di Luigi Rossi, benché in lingua italiana, si adattò completamente. La coreografia fu affidata a Giovan Battista Balbi e la scenografia a Giacomo Torelli. L'esito fu trionfale nonostante il libretto sia stato sin da allora giudicato disorganico. Accanto alle arie, l'opera include cori e terzetti (quelli fra le tre Grazie e le tre Parche) di fattura eccellente, dai quali emerge la sapienza contrappuntistica del compositore pugliese.
La partitura, considerata a lungo perduta, fu ritrovata nel 1888 da Romain Rolland presso la Biblioteca Chigi di Roma, ma inizialmente non fu attribuita a Luigi Rossi. La prima ripresa in tempi moderni ha avuto luogo l'11 giugno 1985 al Teatro alla Scala, sotto la direzione di Bruno Rigacci e per la regia di Luca Ronconi.

## Personaggi e interpreti
| Personaggio | Tipologia vocale                                | Interprete della prima                                    |
| ----------- | ----------------------------------------------- | --------------------------------------------------------- |
| La Vittoria | castrato (soprano)                              | Atto Melani                                               |
| Orfeo       | castrato (soprano)                              | Atto Melani                                               |
| Euridice    | soprano                                         | Anna Francesca Costa                                      |
| Aristeo     | castrato (soprano)                              | Marc'Antonio Pasqualini                                   |
| Giove       | tenore                                          | Jacopo Melani                                             |
| Giunone     | soprano                                         | Margherita Costa                                          |
| Plutone     | basso                                           | Alessandro Cecconi                                        |
| Proserpina  | castrato (soprano, travesti)                    | Domenico Dal Pane                                         |
| Himeneo     | castrato (soprano)                              | Marc'Antonio Sportonio                                    |
| Il Sospetto | castrato (soprano)                              | Marc'Antonio Sportonio                                    |
| Caronte     | tenore                                          | Venanzio Leopardi                                         |
| Amore       | soprano                                         |                                                           |
| Venere      | soprano                                         | Rosina Martini                                            |
| Endimione   | tenore                                          |                                                           |
| Momo        | tenore                                          |                                                           |
| Bacco       | soprano (travesti)                              |                                                           |
| Satiro      | baritono                                        |                                                           |
| Nutrice     | castrato (soprano, travesti)                    |                                                           |
| La Gelosia  | contralto                                       |                                                           |
| Mercurio    | castrato (contralto)                            |                                                           |
| Apollo      | castrato (contralto)                            |                                                           |
| Una vecchia | tenore (travesti)                               |                                                           |
| Un augure   | basso                                           | Alessandro Cecconi                                        |
| Le Grazie   | soprani (castrati, travesti)                    | Marc'Antonio Sportonio, Domenico Dal Pane, (non riferito) |
| Le Parche   | due soprani e un contralto (castrati, travesti) | Marc'Antonio Sportonio, Domenico Dal Pane, (non riferito) |